# Trichonis
Trichonis (řecky Τριχωνίδα) je jezero v regionální jednotce Aitólie-Akarnánie v kraji Západní Řecko v Řecku. Leží na dně tektonické propadliny. Má rozlohu 97 km².

## Pobřeží
Břehy na jihu a západě jdou převážně nízké, místy bažinaté, na severu a východě jsou vyvýšené.

## Vodní režim
Ze západního konce jezera odtéká regulovaný průtok do jezera Lisimachia v úmoří Jónského moře.

## Využití
Jezero je bohaté na ryby. V kotlině jezera leží město Agrinion.